# Liste der Biografien/Smic
Liste der Biografien |
Portal Biografien |
Personensuche
# |
A |
B |
C |
D |
E |
F |
G |
H |
I |
J |
K |
L |
M |
N |
O |
P |
Q |
R |
S |
T |
U |
V |
W |
X |
Y |
Z |
?
 
Sa |
Sb |
Sc |
Sd |
Se |
Sf |
Sg |
Sh |
Si |
Sj |
Sk |
Sl |
Sm |
Sn |
So |
Sp |
Sq |
Sr |
Ss |
St |
Su |
Sv |
Sw |
Sy |
Sz
 
Sma |
Smb |
Sme |
Smi |
Smj |
Smo |
Smr |
Smu |
Smy
 
Smia |
Smic |
Smid |
Smie |
Smig |
Smij |
Smik |
Smil |
Smir |
Smis |
Smit
Die Liste der Biografien führt alle Personen auf, die in der deutschsprachigen Wikipedia einen Artikel haben. Dieses ist eine Teilliste mit 5 Einträgen von Personen, deren Namen mit den Buchstaben „Smic“ beginnt.

## Smic

### Smice
- Šmíček, Jiří (* 1963), deutsch-tschechischer Eishockeyspieler
- Šmicer, Vladimír (* 1973), tschechischer FußballspielerVladimír Šmicer (* 1973)

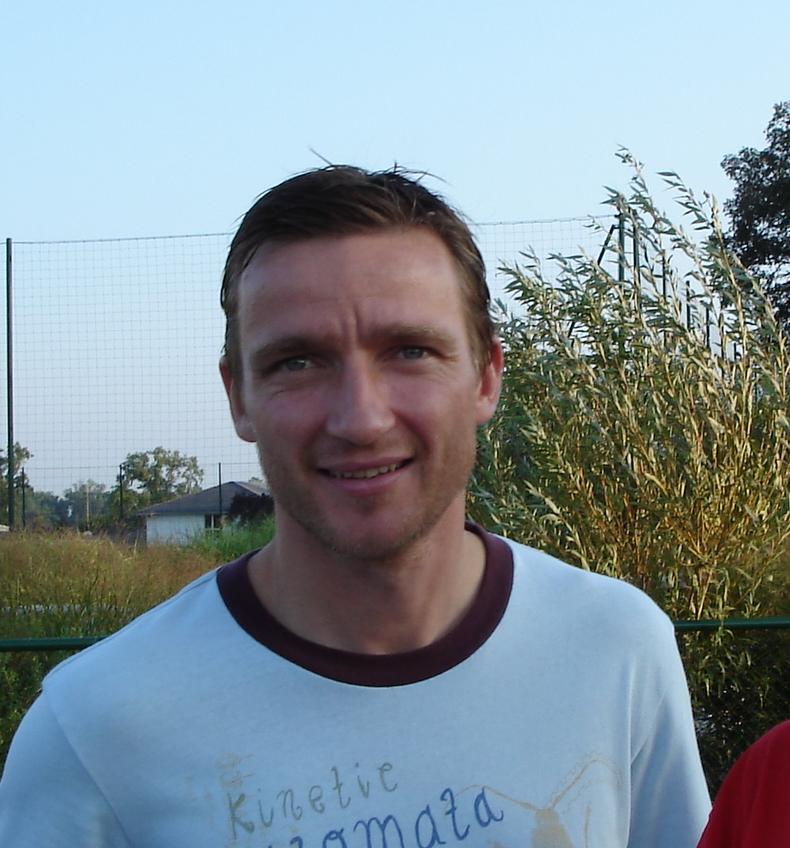
Vladimír Šmicer (* 1973)

### Smici
- Smičiklas, Đorđe (1815–1881), Bischof von Križevci
- Smičiklas, Gabrijel (1783–1856), Bischof von Križevci
- Smičiklas, Tadija (1843–1914), kroatischer Historiker und Politiker